# Hendrik van der Noot

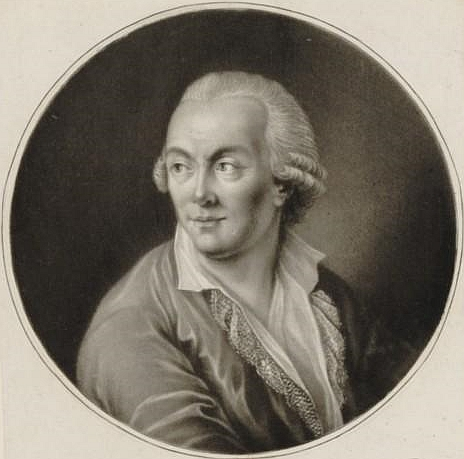
Hendrik van der Noot

Hendrik Karel Nicolaas van der Noot (auch Noodt, französisch Henri-Charles-Nicolas; deutsch auch Heinrich Karl Nikolaus; * 7. Januar 1731 oder 1750 in Brüssel; † 12. Januar 1827 in Strombeek bei Grimbergen) war ein belgischer Rechtsanwalt und Politiker. Er spielte eine wichtige Rolle in der Brabanter Revolution.

## Leben
Van der Noot war Rechtsanwalt bei dem Hohen Rat in Brabant. Er erklärte sich öffentlich gegen die Reformationsversuche Josephs II. in den Österreichischen Niederlanden und musste deshalb fliehen; er kehrte 1788 zurück; um ihn sammelten sich die Unzufriedenen und bildeten in Breda das Comitée von Brabant.
Van der Noot erklärte sich zum Bevollmächtigten der Brabanter Stände und zugleich, dass Joseph II. aufgehört habe, über Brabant zu regieren. Bald sammelte er ein Korps Freiwilliger, dessen Führer der Obrist Jan Andries Vander Mersch wurde. Die Österreicher wurden im Oktober 1789 angegriffen und, da sich der Aufstand schnell über das ganze Land verbreitete, vertrieben und van der Noot zog in Brüssel ein. Bald begannen Parteiungen und Zwiste; 1790 rückten die Österreicher wieder vor und van der Noot musste am 2. Dezember 1790 aus Brüssel fliehen. Er ging nach Holland; ein Versuch, 1792 wieder auf der politischen Bühne zu erscheinen, misslang ihm. Im Jahr 1796 wurde er zu Bergen op Zoom auf Requisition der französischen Behörden verhaftet und nach Herzogenbusch gebracht und lebte freigelassen zu Brüssel.